# Scotts Shipbuilding and Engineering Company
Scotts Shipbuilding and Engineering Company, kurz Scotts, war ein Schiffbauunternehmen in Greenock, Schottland, am Fluss Clyde. Es galt als das weltweit erste industrielle Schiffbauunternehmen.

## Geschichte

### Die Anfangszeit
Die Werft wurde 1711 von John Scott gegründet und baute zunächst für 55 Jahre kleine Fahrzeuge, überwiegend Fischerboote. Ab Mitte der 1760er Jahre kamen auch erste größere Neubauten hinzu. Die Scott-Familie übernahm 1790 die Greenock Foundry (Gießerei). Für den Clyde-Liverpool-Dienst baute die Werft 1819 versuchsweise ihr erstes Dampfschiff. Dieses war so erfolgreich, dass man 1825 die  William Brownlie Iron and Brass Foundry (Eisen- und Messinggießerei) in Greenock erwarb, mit dem Maschinenbau begann und ein erstes Dock baute. Schon bald konnte man Schiffe anbieten, die auch für die langen Routen nach Nah- und Fernost geeignet waren.
1881 entstandenen die Schiffe Clyde, Solway, Tweed und Dee für den Liniendienst der Royal Mail Steam Packet Company. Um 1849 baute das Unternehmen  die dampfgetriebene Fregatte HMS Greenock. Als Scott Sinclair and Co entstanden zwar im selben Jahr auch siebzehn Dampflokomotiven, Scott beendete diesen Geschäftszweig aber schnell wieder. 1850 übernahm Charles G. Scott das Unternehmen und begann mit dem Bau der Werft Cartsdyke Dockyard.

### Expansion des Unternehmens

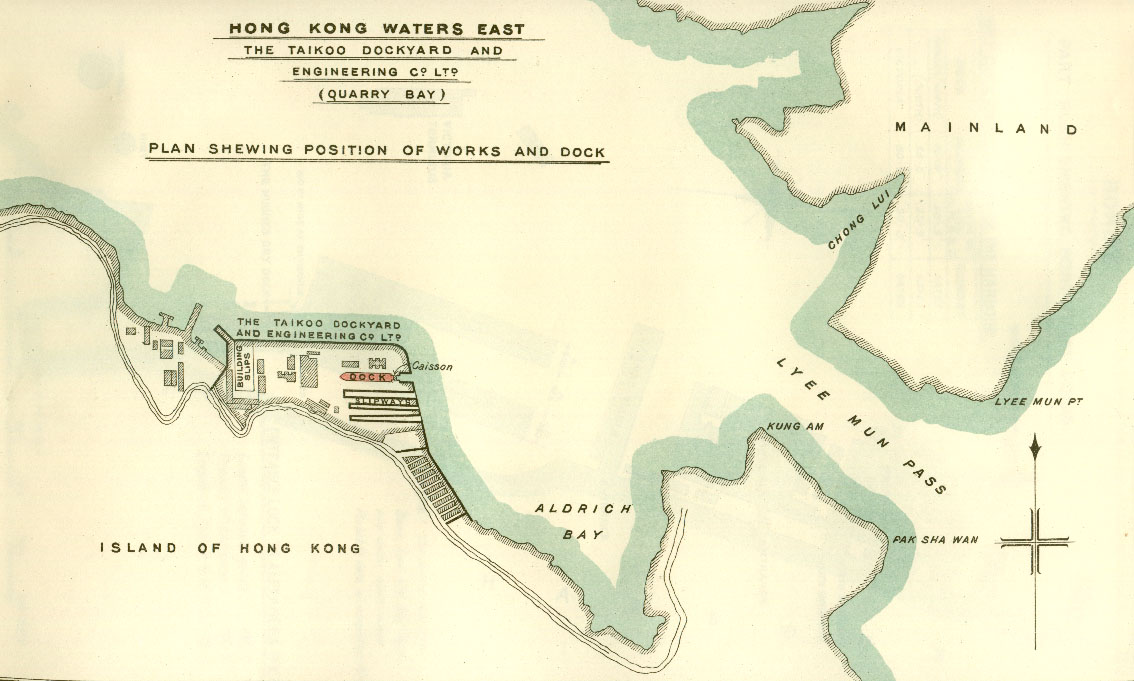
Lageplan der Taikoo Dockyard and Engineering Co.

John Scott und Robert Sinclair Scott erwarben 1883 die gegenüberliegende Werft R. Steele & Company, die sich als Cartsburn Dockyard auf den Marineschiffbau konzentrierte. Zwischen 1876 und 1908 entstanden 24 Dampfyachten für begüterte Eigner. Neben den kontinuierlich gebauten Trampschiffen wurde auch sehr früh mit der Herstellung von Tankern begonnen, beginnend unter anderem mit der 1903 gebauten Narragansett für die Anglo-American Oil Co. Insgesamt wurden zwischen 1895 und 1905 über 40 Schiffe gebaut.
Henry Scott wirkte schon bis in die 1880er Jahre als technischer Ratgeber von Swire, außerdem arbeitete er an den Entwürfen der Werft Swire's Taikoo Dockyard and Engineering Co. in Hongkong mit. Ab 1900, nachdem Scott & Company zur Limited Gesellschaft mit John Swire & Company als Mehrheitseigner umgewandelt worden war, fungierte er als Direktor von Swire Scotts. Swire's war wiederum zu 25 % in den Händen der Scott Familie. 1904 wurde auch Scotts Shipbuilding and Engineering Co und die Maschinenbauabteilung in die neue Gesellschaft eingebracht. Nachdem man 1906 den Panzerkreuzer HMS Argyll gebaut hatte, entstanden 1910 die HMS Colossus und 1913 die HMS Ajax. Seit 1912 fing man, auf einem Entwurf des italienischen Marineingenieurs Cesare Laurenti aufbauend, mit dem Bau von U-Booten der S-Klasse an. Als erstes Boot wurde am 28. Februar 1914 die S1 zu Wasser gelassen, der mit der S2 und S3 zwei weitere Boote folgten. Als weiterer Bootstyp folgten die E31 am 23. August 1915 und die E51 der E-Klasse.

### Weltkriege und Depressionszeit

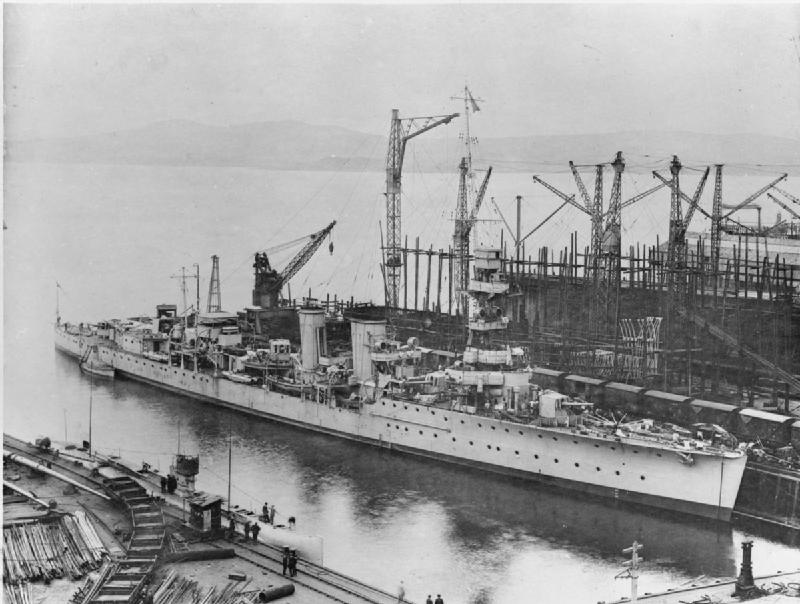
HMS Caradoc und U-Boot G14 an der Ausrüstungspier

Zu Beginn des Ersten Weltkriegs konnte Scott’s mit seinen 5000 Beschäftigten auf einige Erfahrung im Kriegsschiffs- und U-Bootbau aufwarten und hatte als einzige Werft am Clyde sogar schon Schlachtschiffe des Dreadnought-Typs gebaut. Daher liefen während des Krieges eine ganze Reihe von Schiffen im Auftrag der Royal Navy vom Stapel. So baute man die Leichten Kreuzer Caradoc und Dragon. Insbesondere entstanden in den 1910/1920er Jahren eine Reihe von Zerstörern der M-Klasse, einer modifizierten R-Klasse und W-Klasse sowie die zwei S-Klasse-Zerstörer Swallow und Swordsman, (die 1919 an Australien verkauft wurde). Der Bau weiterer Zerstörer einer verbesserten W-Klasse, der Oxley-Klasse, war zwar geplant, wurde nach dem Ende des Ersten Weltkriegs aber verworfen. Durch den Bedarf an Auswandererschiffen, von denen Scott’s zwischen 1920 und 1934 über dreißig Einheiten ablieferte, und einem Polster an Militäraufträgen war das Unternehmen, bis in die ab Anfang der 1930er Jahre einsetzende Depression, verhältnismäßig gut ausgelastet.
Im Jahr 1924 lieferte die Werft das Frachtschiffs Dolius, das erste Schiff mit Scott-Still-Maschine an die Blue Funnel Line ab. Nachdem man im Jahr 1925 die Werft Cartsdyke Mid Yard von Ross & Marshall's übernommen hatte, erreichte Scott’s 1934 vor dem Hintergrund der Weltwirtschaftskrise einen Geländetausch mit der Greenock Dockyard Ltd. und erhielt dabei deren Cartsdyke Mid Yard gegen ihr eigenes Cartsdyke East Yard Gelände.
Die Produktion von Marineeinheiten erfolgte während des Zweiten Weltkriegs ausschließlich bei Cartsburn Dockyard. Insgesamt wurden allein zwischen 1930 und 1944 sechzehn Unterseeboote und ebenso viele Zerstörer abgeliefert, aber 1935 und 1937 auch die Kreuzer Galatea und Glasgow, sowie während des Krieges die Bonaventure, Scylla und Royalist.
1941 zerstörten zwei Luftangriffe das Hauptverwaltungsgebäude und die Maschinen- und Kesselwerkstatt, die daraufhin für ein halbes Jahr lahmgelegt wurde. Bei den Angriffen wurden auch im Bau befindliche und nahezu fertiggestellte Schiffe soweit beschädigt, dass diese erst verzögert abgeliefert werden konnten.

### Die ersten beiden Nachkriegsjahrzehnte
In den Jahren 1947 und 1948 wurde der Betrieb neugestaltet, modernisiert und wieder auf den Handelsschiffbau ausgerichtet. Von 1947 bis 1962 baute man 22 Schiffe vom Passagierschiff bis zum kleinen Linienfrachter. Während der 1950er Jahre erstellt Scotts Tankerbaureihen für norwegische, britische und griechische Reedereien. Mitte der 1950er Jahre eröffnet man eine Schweißwerkstatt, welche die möglichen Schiffsgrößen der Werft steigert. Daher baut man bald auch spezielle Zuckerfrachter, herkömmliche Schüttgutfrachter und Erzfrachter für die Eignerfamilie Lyle.

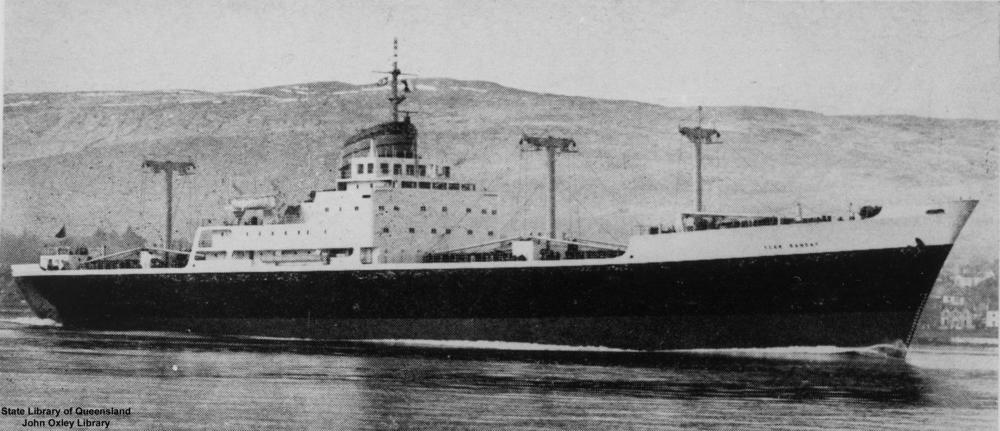
Kühlschiff Clan Ramsay von Greenock Dockyard

Die 1960er Jahre brachten eine neuerliche zwei Jahre andauernde Modernisierung, welche die mögliche Neubaugröße auf etwa 40.000 Tonnen tragende Schiffe anhob. Das erste Schiff dieser Größe wurde für die Regierung Guineas gebaut, vergleichbare Schiffe für andere Länder folgen. Auch der Militärschiffbau entwickelte sich während der 1960er und 1970er Jahre zum Vorteil der Werft. Nachdem im Juni 1965 Scott’s & Sons (Bowling) Ltd in das Unternehmen aufgenommen worden war, schloss man sich im Dezember 1965 mit Greenock Dockyard zusammen. Die beiden Cartsburn und Cartsdyke Werften wurden am  1. April 1966 zu einer zusammenhängenden großen Werft vereint, was ein langgehegter Wunsch der Unternehmensführung gewesen war.

### Der Geddes Report
Ab 1968 wurden die Konzentrationsempfehlungen des Geddes Report umgesetzt und ein Zusammenschluss mit Lithgows beschlossen, um eine neue Unternehmensstruktur zu schaffen. Eine der ersten Maßnahmen war das mit Lithgow gemeinsam eröffnete Scott Lithgow Ausbildungszentrum. Am 1. Januar 1970 gründete man Scott Lithgow Limited als Dachgesellschaft, die zu 60 Prozent zu Scotts gehörte. Unter dem Scott-Lithgow-Dach entstanden neben den beiden weiterhin unabhängig arbeitenden Werften Scotts Shipbuilding Co. (1969) und Lithgows (1969) eine ganze Reihe von Tochterunternehmen:
- Scotts Engineering Co (1969) Ltd

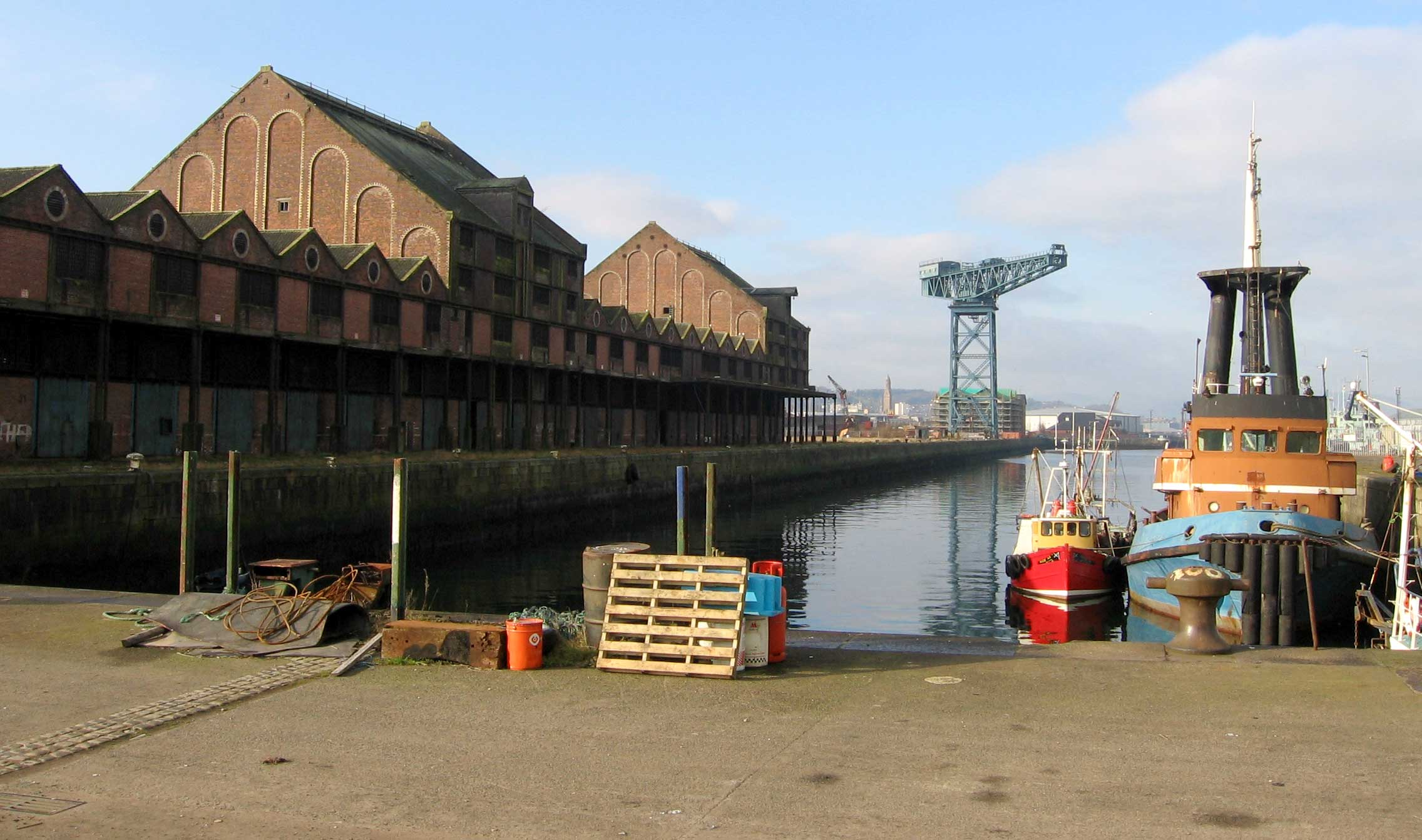
Blick auf die ehemalige Scotts-Werft

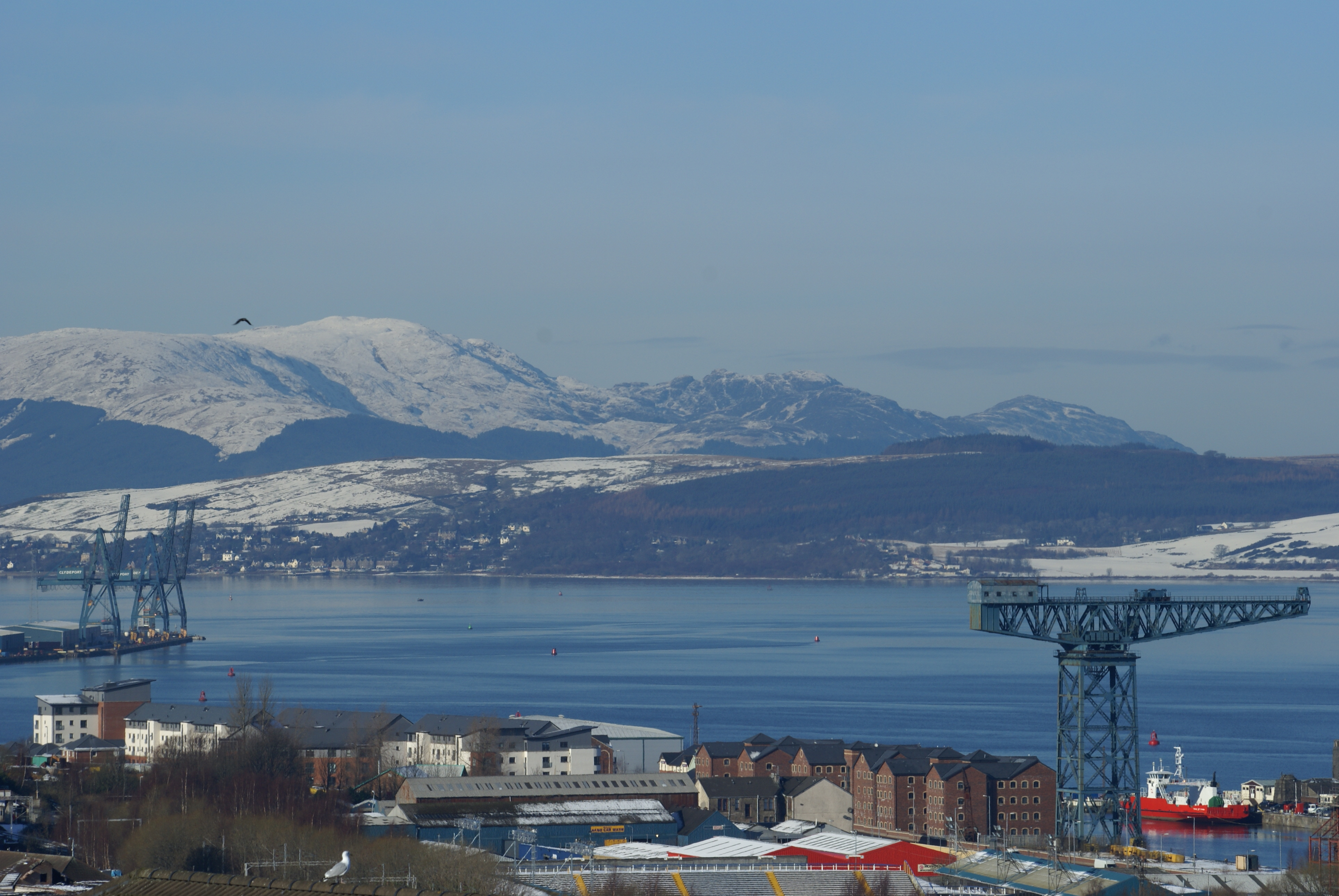
Blick auf die ehemalige Scotts-Werft

- Scotts and Sons (Bowling) 1969 Ltd
- Ferguson Bros (Port Glasgow) 1969 Ltd
- Caledonia Joinery Co (1969) Ltd
- Caledonia Fabrications (1969) Ltd

### Scotts Shipbuilding Co. (1969)
Scotts fuhr in den folgenden Jahren mit wechselndem Erfolg mit dem Schiffbau fort. Nachdem Scott-Lithgow am 1. Juli 1977 in die British Shipbuilders Corporation eingegliedert wurden, entstand bei Scotts zwar das noch Bohrschiff Ben Ocean Lancer, doch schon ab 1977 konnten keine weiteren Neubauaufträge gewonnen werden. So lief am 8. August 1979 in Cartsdyke das letzte Schiff vom Stapel und am Ende desselben Jahres schloss man die Werft. Auch in Cartsburn erfolgte am 19. Februar 1980 der letzte Stapellauf.
Am 28. März 1984 verkaufte man das Unternehmen Scott-Lithgow und die Werften an Trafalgar House. Der Schiffbau bei Scotts wurde unter den neuen Eigentümern aber nicht noch einmal aufgenommen. Im gleichen Jahr erfolgte nach 270 Jahren und 1250 Schiffen, die endgültige Schließung von Cartsburn in Greenock. In den Jahren von 1988 bis 1997 wurden die traditionsreichen Werften abgebrochen und das Gelände zu einem Büro und Geschäftsviertel umgebaut. Das Scott’s Dry Dock blieb dabei erhalten und ist heute ein Denkmal.
Die Hauptkunden der Werft waren rückschauend, Alfred Holt & Co's Blue Funnel Line mit 88 Schiffen, John Swire's China Navigation Co, die 95 Schiffe übernahm, und die Royal Navy, die ganze 114 Schiffe bei Scotts in Greenock orderte.